# Hugh Bonneville
Hugh Bonneville, właściwie Hugh Richard Bonniwell Williams (ur. 10 listopada 1963 w Londynie) – brytyjski aktor filmowy, telewizyjny i teatralny.

## Filmografia
- Dodgem (1991) jako Rick Bayne
- Stalag Luft (1993) jako Barton
- Frankenstein (1994) jako Schiller
- Na podsłuchu (Bugs, 1995–1998) jako Nathan Pym (gościnnie)
- Married for Life (1996) jako Steve Hollingsworth
- Morderstwa w Midsomer (Midsomer Murders, 1997) jako Hugh Barton (gościnnie)
- Jutro nie umiera nigdy (Tomorrow Never Dies, 1997) jako oficer wojsk powietrznych Bedford
- The Man Who Made Husbands Jealous (1997) jako Ferdinand Fitzgerald
- Get Well Soon (1997) jako Norman Tucker
- Mosley (1998) jako Bob Boothby
- Breakout (1998) jako Peter Schneider
- The Scold's Bridle (1998) jako Tim Duggan
- Heat of the Sun (1998) jako Edward Herbert
- Mansfield Park (1999) jako Rushworth
- Notting Hill (1999) jako Bernie
- Dziewczyna taka jak ty (Take a Girl Like You, 2000) jako Julian Ormerod
- Thursday the 12th (2000) jako Brin Hopper
- Pani Bovary (2000) jako Charles Bovary
- Iris (2001) jako młody John Bayley
- Dwa w jednym (Blow Dry, 2001) jako Louis
- Cazalets (2001) jako Hugh Cazalet
- High Heels and Low Lifes (2001) jako farmer
- Nowe szaty cesarza (The Emperor’s New Clothes, 2001) jako Bertrand
- Armadillo (2001) jako Torquil Helvoir Jayne
- Impact (2002) jako Phil Epson
- Muskając aksamit (Tipping the Velvet, 2002) jako Ralph Banner
- Daniel Deronda (2002) jako Henleigh Grandcourt
- Doktor Żywago (Doctor Zhivago, 2002)
- Biograf (The Biographer, 2002) jako Eric
- Wzbierająca burza (The Gathering Storm, 2002) jako Ivo Pettifer
- Sous mes yeux (2002) jako James
- The Commander (2003) jako James Lampton
- Love Again (2003) jako Philip Larkin
- Usłyszeć ciszę (Hear the Silence, 2003) jako dr Andrew Wakefield
- Zmowa milczenia (Conspiracy of Silence, 2003) jako Jack Dowling
- Królowa sceny (Stage Beauty, 2004) jako Samuel Pepys
- Piccadilly Jim  (2004)
- The Robinsons (2005) jako George Robinson
- Obłąkana miłość (Asylum, 2005) jako Max Raphael
- Tajniak z klasą (Underclassman, 2005) jako dyrektor Powers
- Człowiek człowiekowi (2005) jako Fraser
- Beau Brummell (2006) jako regent
- Alex (Courting Alex, 2006) jako Julian / Charles Carter
- The Diary of a Nobody (2007) jako Pooter
- Five Days (2007) jako Iain Barclay
- Four Last Songs (2007) jako Sebastian
- Miss Austen Regrets (2007) jako wielebny Brook Bridges
- Freezing (2007) jako Matt
- Downton Abbey (2010–2015) jako hrabia Robert Crawley
- Paddington (2014) jako Henry Brown
- Pałac wicekróla jako lord Louis Mountbatten